# Coloristes écossais

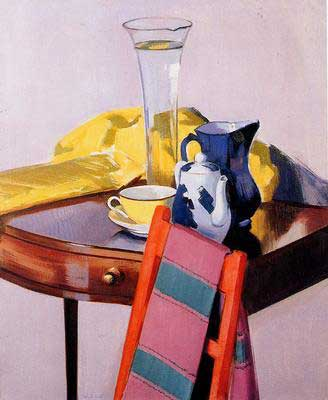
The Vase of Water par Francis Cadell, 1922.

Les coloristes écossais sont un groupe de peintres d'Écosse qui exposa dans les années 1920 et 1930. S'ils ne connurent qu'une notoriété relative à cette époque, leurs œuvres influencèrent, à la fin du XXe siècle, l'art écossais contemporain. 
Les coloristes écossais combinèrent leur travail en France, avec l'influence des œuvres des impressionnistes et fauvistes français comme Monet, Matisse et Cézanne, avec les peintures traditionnelles d'Écosse. La principale figure du mouvement est John Duncan Fergusson (1874-1961), qui se rendit régulièrement à Paris dans les années 1890 puis y vécut de 1907 à 1914. On peut aussi citer Francis Cadell (1883–1937), Samuel Peploe (1871-1935) et Leslie Hunter (1877-1931).

## Source
- (en) Cet article est partiellement ou en totalité issu de l’article de Wikipédia en anglais intitulé « Scottish Colourists » (voir la liste des auteurs).